# 인 굿 컴퍼니
《인 굿 컴퍼니》(영어: In Good Company)는 2004년 개봉한 미국의 로맨틱 코미디 드라마 영화이다.

## 출연진
- 데니스 퀘이드 - 댄 포먼 역
- 토퍼 그레이스 - 카터 듀리에이 역
- 스칼릿 조핸슨 - 앨릭스 포먼 역
- 마그 헬건버거 - 앤 포먼 역
- 데이비드 페이머 - 모티 웩슬러 역
- 클라크 그레그 - 마크 스테클 역
- 필립 베이커 홀 - 유진 캘브 역
- 프랭키 페이존 - 코윈 역
- 타이 버렐 - 엔리케 콜런 역
- 케빈 채프먼 - 루 역
- 지나 그레이 - 재나 포먼 역
- 셀마 블레어 - 킴벌리 역
- 로런 톰 - 산과의 역
- 콜린 캠프 - 접수 담당자 역
- 존 조 - 피티 역
- 맬컴 맥다월 - 테디 K 역
- 팀 에드워드 로즈 - 시오 역

## 기타 제작진
- 협력 제작: 로런스 프레스먼

## 우리말 녹음
KBS 성우진 (2014년 8월 29일)
- 이정구 - 댄(데니스 퀘이드)
- 남도형 - 카터(토퍼 그레이스)
- 소연 - 앨릭스(스칼릿 조핸슨)
- 안경진 - 앤(마그 헬건버거)
- 박영재 - 마크(클라크 그레그)
- 이윤선 - 유진(필립 베이커 홀)
- 정성훈 - 엔리케(타이 버렐)
- 심승한 - 루(케빈 채프먼)
- 오인실 - 재나(지나 그레이)
- 김석환 - 시오(팀 에드워드 로즈)
- 이완호 - 테디 K(맬컴 맥다월)